# 日向水力電気
日向水力電気株式会社（ひゅうがすいりょくでんきかぶしきがいしゃ）は、明治後期から昭和初期にかけて存在した日本の電力会社である。九州電力送配電管内にかつて存在した事業者の一つ。
宮崎市にあった電力会社で、同市を中心に宮崎県南部に電気を供給した。開業は1907年（明治40年）。1927年（昭和2年）に九州水力電気へ合併されるが、1931年（昭和6年）になって宮崎県における事業は同社系列の神都電気興業株式会社（しんとでんきこうぎょう）として独立する。ただし神都電気興業も1940年（昭和15年）に九州水力電気へ再吸収された。

## 沿革

### 日向水力電気の開業

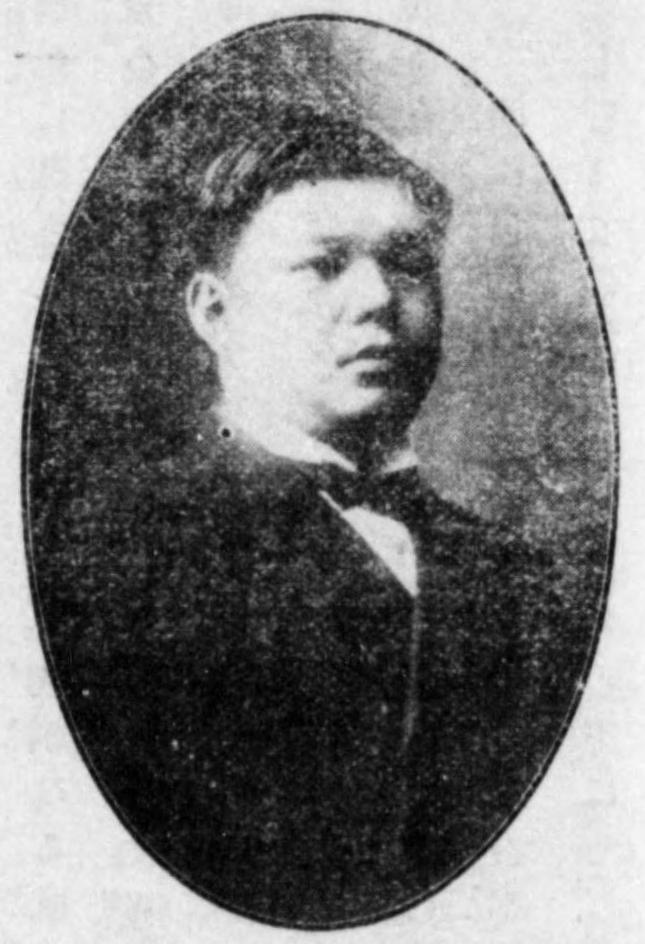
日向水力電気初代社長才賀藤吉

1891年（明治24年）に熊本市における熊本電灯（後の熊本電気）の開業によって始まった九州地方の電気事業は、その後長崎や福岡などへと波及していき、1903年（明治36年）までに合計11の電気事業者が出現していた。宮崎県においても1900年（明治33年）に電気事業起業の動きがあり、地元有志の柴岡晋・大和田伝蔵が中心となって日向商業銀行関係者の賛同を得て起業に着手した。
発起人の柴岡・大和田らは宮崎県庁の技師らとともに電源となる水力発電に適した地点を探索し、その結果1901年（明治34年）11月に宮崎市の南方、清武川上流の、清武村大字船引字黒北（現・宮崎市清武町船引）を発電所の建設地に決定した。しかし宮崎ではまだ電気事業がなく十分に認知されてもいない時代であったため、資金調達に難航した。そこで1902年（明治35年）、当時全国各地で電灯会社の設立に関与していた京都の電気商才賀藤吉に支援を求め、翌1903年（明治36年）4月には柴岡と大和田が才賀のもとを直接訪ねて事業への参画を依頼する。依頼を受けて才賀は宮崎を訪れ実地調査し、事業が有望と認めて事業への参加を承諾した。
才賀という有力な支援者を得たものの、日露戦争の勃発で会社設立への動きは一時中断される。戦後の1906年（明治39年）になって才賀と宮崎県側発起人の間で事業の共同経営に関する協定書が結ばれるに至り、株式の募集や水利権確保など会社設立準備が進んで同年5月15日にようやく宮崎にて日向水力電気株式会社の創立総会が開かれた。当初の資本金は10万円で、その半額を才賀が出資していた。社長には才賀が就き、柴岡晋は専務、大和田伝蔵は取締役となった。なお1915年（大正4年）に才賀が死去した後は柴岡が社長に昇格している。
設備調達と建設工事は才賀率いる才賀電機商会が引き受け、1906年6月より黒北発電所の建設に着手する。同発電所にはフォイト製フランシス水車とAEG製三相交流発電機（出力200キロワット、周波数50ヘルツ）が据え付けられ、発電所から宮崎町内の配電所まで3,500ボルトで送電するという配電システムが構築された。翌1907年（明治40年）8月、日向水力電気は宮崎町（1924年市制施行）とその周辺を供給区域として開業するに至る。宮崎県で最初に開業した電気事業者であった。

### 事業の拡大

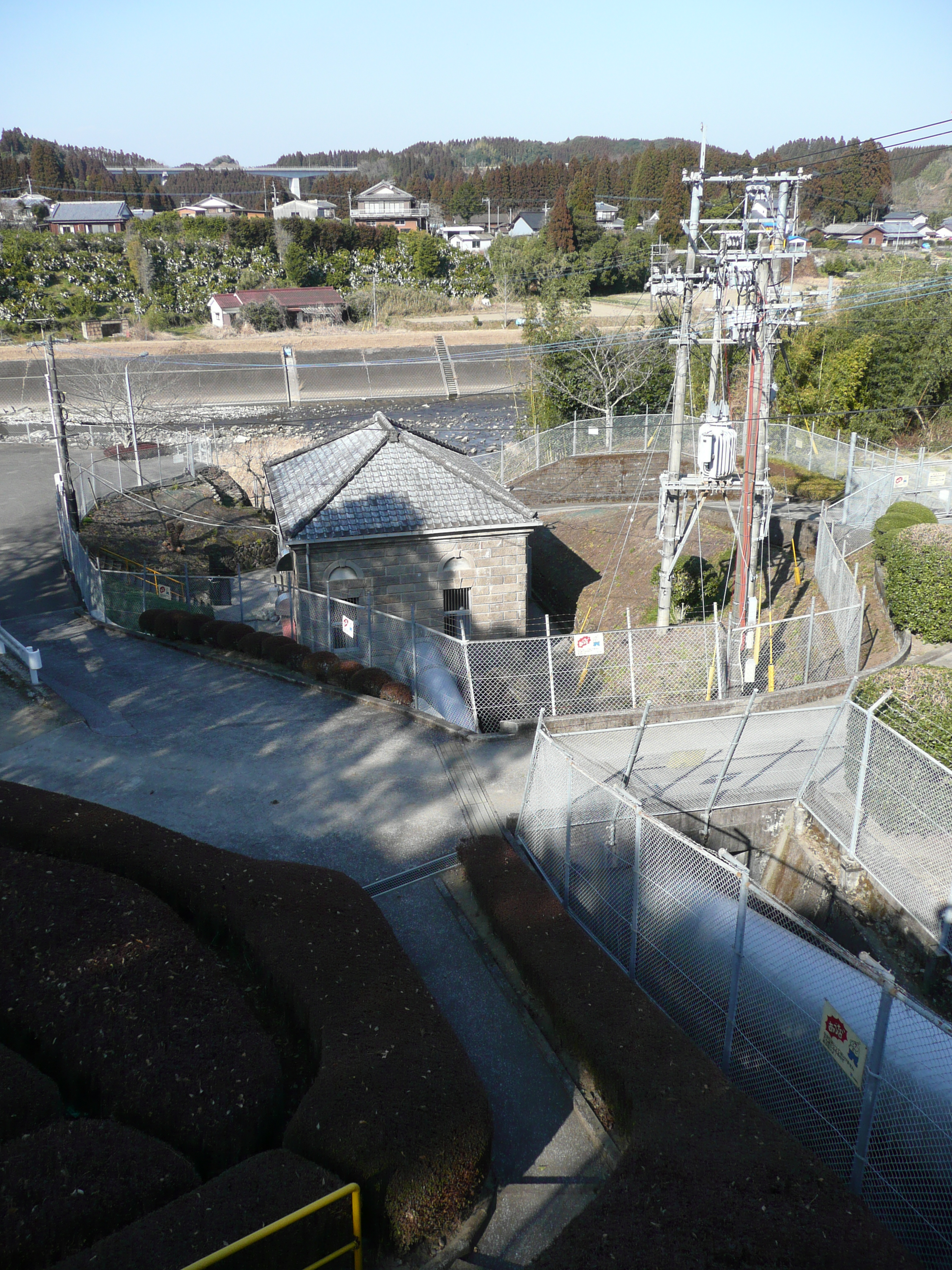
黒北発電所（2008年撮影）

日向水力電気の電灯数は開業直後1,780灯で、その後1908年には3,543灯まで増加し、さらに動力用電力の供給も始まった。しかし1908年は渇水の影響で発電量が大幅に減少して電圧が低くなり、電灯が暗いとの批判の声が需要家から多数上がった。この対策として予備電源の確保を急ぎ、1910年（明治43年）7月にガスエンジンによる出力120キロワットのガス力発電所を宮崎町内に新設している。発電力の増加により電灯数は1911年（明治44年）に5,000灯を超え、以降も増加を続けた。
1912年（明治45年）からは供給区域の拡大を推進し、まず開業前の霧島水電株式会社（1910年設立）から事業を買収した。同社が許可を得ていた供給区域は西諸県郡小林村（現・小林市）などであった。小林方面で供給を始めたのに続き、1917年（大正6年）7月には穂北電気株式会社を合併した。同社は児湯郡下穂北村（現・西都市）の事業者で、1914年（大正3年）7月に開業。児湯郡の一部や宮崎郡佐土原町（現・宮崎市）を供給区域としていた。
供給面では、1915年3月に大淀川水系綾南川にて出力450キロワットの南発電所が送電を開始した。ところが供給成績の伸びが著しく（1914年に電灯数1万1千灯であったものが1917年には2万4千灯へ）、当時4つの水力発電所、総出力818キロワット（ガス力発電所はすでに廃止）では供給力不足に陥り、1918年（大正7年）には配電線の新規延長工事を停止し、翌1919年（大正8年）3月には新規の申し込みを一切謝絶せざるを得なくなった。需要急増の対策として延岡電気からの受電開始で急場をしのぐとともに、大淀川水系綾北川での発電所建設を急ぎ、1921年（大正10年）7月に出力1,600キロワットの北発電所を完成させた。
1925年（大正14年）3月、さらに野尻水力電気株式会社から事業を買収した。同社は1921年開業で、西諸県郡野尻村（現・小林市）などに供給していた小事業者であった。翌1926年（大正15年）、日向水力電気の電灯数は10万灯を超え、電力供給も3,000馬力に迫る水準となった。

### 九水との合併と独立
日向水力電気の所在地宮崎県は、1910年代後半以降、大淀川や耳川、五ヶ瀬川など有力な未開発水力地点が多数存在することから、有力電力会社や財閥による水利権取得申請が相次いだ。ことに県北部を流れる五ヶ瀬川では政界を巻き込む水利権の争奪戦が展開された。争奪戦の結果、福岡・長崎方面へ供給する東邦電力（旧・九州電灯鉄道）、大分・北九州方面へ供給する九州水力電気（九水）、それに三井系の電気化学工業（現・デンカ）と住友財閥の出資によって1925年（大正14年）に九州送電が発足。同社の経営権は九州水力電気が掌握したことから、同社は宮崎県進出を果たすこととなった。
一方日向水力電気では、宮崎市における電灯市営化の問題に直面していた。営業地盤である宮崎市の電灯事業が市営化されれば経営が困難となるため、日向水力電気は宮崎県へ進出してきた九州水力電気へ合併を要請する。要請を受けて九州水力電気は合併を決定し、1927年（昭和2年）7月に合併を実施した。合併時、日向水力電気の資本金は600万円。社長は大和田市郎であった。合併で九州水力電気は宮崎市・宮崎郡・児湯郡・東諸県郡・西諸県郡にまたがる供給区域を引き継ぎ、宮崎市内に宮崎営業所を置いた。なお、宮崎市における電灯市営化はその後も実現していない。
合併後、昭和金融恐慌・昭和恐慌を背景とする全国的な電気料金値下げ運動が九州地方にも波及し、九州の電力会社各社はその対応に迫られた。九州水力電気区域では大分県・福岡県で値下げ運動が活発化したため、これへの対応として同社は1930年（昭和5年）4月に全社的な料金改定を当局へ申請した。この改定では、定額灯の場合10ワット灯（8燭灯、月額55銭）が新規設定され、20ワット灯（16燭灯）や30ワット灯（24燭灯）は従来地域ごとに差があった料金が全社的に統一されることとなった。新料金は全般的には値下げになったものの、宮崎県では反対で、20ワット灯は月額72銭から75銭（郡部のみ。市内料金は月額70銭へ値下げ）、30ワット灯は月額95銭から1円（郡部・市内同額）へそれぞれ若干の値上げとなる予定であった。加えて電灯の引換料が有料化されるという問題もあった。その結果、値上げ改定に反発した料金改定反対運動が発生し、九州水力電気は宮崎県での料金改定を見送らざるを得なくなった。
その後九州水力電気では、主たる地盤である九州北部から離れた宮崎県では統一・画一的な経営は困難で、なおかつ宮崎には独特の風土があり地域に即した営業が必要であると判断するに至り、1930年6月、宮崎営業所の事業の分離独立を決定した。

### 神都電気興業の推移
1931年（昭和6年）1月10日、九州水力電気宮崎営業所区域の電気事業を引き継いで神都電気興業株式会社が宮崎市に設立された。資本金は1,000万円（払込資本金700万円）。社長は九州水力電気社長の兼任であり、発足時は麻生太吉、1934年（昭和9年）1月からは大田黒重五郎、1936年（昭和11年）7月からは松本健次郎がそれぞれ務めた。この間、増資や払込金徴収は一切実施されていない。
神都電気興業に移された宮崎県での事業は、電灯・電力供給のいずれも需要の増加は遅く、したがって収入も停滞的であった。その中でも力が入れられたのが農村・家庭の電化による小口電力需要の開拓で、金額では少ないものの電灯料収入の増加率よりも電力料収入の増加率の方が大きくなった。ただし収入増の一方で支出も増加しており、利益金は漸次減少し、配当率は当初の年率8パーセントから1938年（昭和13年）には5パーセントへ減少してしまった。供給成績は1938年10月末時点で電灯数13万6,868灯、小口電力5,025馬力（約3,696キロワット）、大口電力742キロワット、電熱402キロワットであった。
1930年代後半以後、日中戦争下で電力管理法施行や日本発送電設立（1939年4月）など国主導の電気事業再編（第1次電力国家管理）が進む中、神都電気興業の親会社九州水力電気は九州における民間事業者による事業再編の中心の一つとなった。すなわち、1940年（昭和15年）4月1日、傘下の各社、神都電気興業・延岡電気（宮崎県）・南豊電気（大分県）・昭和電灯（福岡県）・筑後電気（同）の5社を一挙に合併したのである。合併後、宮崎市には九州水力電気宮崎支部が置かれた。
合併後、電力国家管理が進展して日本発送電への統合強化と配電統制が推進され（第2次電力国家管理）、1941年（昭和16年）8月、「配電統制令」の施行に至る。同令に基づき全国を9ブロックに分割し、地区ごとに国策配電会社を新設してこれに既存配電事業を統合することとなった。九州地方では九州7県に沖縄県を加えた地域の配電事業を九州配電株式会社に統合する方針とされ、九州水力電気と九州電気（旧・熊本電気）・日本水電・東邦電力の4社が統合に参加するよう当局から命令をうけた。このうち九州水力電気は「配電株式会社となるべき株式会社」に指定され、翌1942年（昭和17年）4月1日の九州配電設立と同時に消滅した。

### 年表
- 1906年（明治39年）
  - 5月15日 - 日向水力電気株式会社設立。
- 1907年（明治40年）
  - 8月 - 開業。
- 1915年（大正4年）
  - 3月 - 南発電所運転開始。
- 1917年（大正6年）
  - 7月 - 穂北電気を合併。
- 1921年（大正10年）
  - 9月 - 北発電所運転開始。
- 1925年（大正14年）
  - 3月 - 野尻水力電気より事業を譲り受ける。
- 1927年（昭和2年）
  - 3月 - 岩瀬川発電所運転開始。
  - 7月 - 九州水力電気が日向水力電気を合併。
- 1928年（昭和3年）
  - 11月 - 野尻発電所運転開始。
- 1931年（昭和6年）
  - 1月10日 - 九州水力電気宮崎営業所区域の事業が独立し神都電気興業株式会社設立。
- 1940年（昭和15年）
  - 4月1日 - 再び九州水力電気が神都電気興業を合併。
- 1942年（昭和17年）
  - 4月1日 - 配電統制令により九州水力電気は九州配電（九州電力の前身）へ統合。

## 供給区域

### 1921年時点
1921年（大正10年）6月末時点における日向水力電気の電灯・電力供給区域は以下の通り
- 宮崎郡：
  - 全町村（3町12村、現・宮崎市）
- 東諸県郡：
  - 全町村（2町5村、現・宮崎市・国富町・綾町）
- 西諸県郡：
  - 小林町の一部（現・小林市）
  - 高原村の一部（現・高原町
- 児湯郡
  - 新田村（現・新富町）
  - 下穂北村・上穂北村・都於郡村・三財村・三納村（現・西都市）

### 1938年時点
1938年（昭和13年）12月末時点における神都電気興業の電灯・電力供給区域は以下の通り
- 宮崎市
- 宮崎郡
  - 全町村（2町9村、現・宮崎市）
- 東諸県郡
  - 全町村（3町4村、現・宮崎市・国富町・綾町）
- 西諸県郡
  - 小林町・野尻村・須木村（現・小林市）
  - 高原村（現・高原町）
- 児湯郡
  - 新田村（現・新富町）
  - 妻町・上穂北村・都於郡村・三財村・三納村（現・西都市）

## 発電所一覧
日向水力電気・神都電気興業が運転していた発電所は以下の通り。
| 発電所名 | 種別 | 出力 (kW)    | 所在地・河川名                                                | 運転開始      | 備考                                             |
| -------- | ---- | ------------ | ------------------------------------------------------------- | ------------- | ------------------------------------------------ |
| 黒北     | 水力 | 200          | 宮崎郡清武村（現・宮崎市） （河川名：清武川）                 | 1907年7月     | 現・九電黒北発電所                               |
| 南       | 水力 | 450          | 東諸県郡綾村（現・綾町） （河川名：大淀川水系綾南川）         | 1915年3月     | 現・九電南発電所                                 |
| 北       | 水力 | 1,600        | 東諸県郡綾村（現・綾町） （河川名：大淀川水系綾北川）         | 1921年9月     | 1959年3月廃止                                    |
| 岩瀬川   | 水力 | 1,454 →1,450 | 西諸県郡高原村（現・高原町） （河川名：大淀川水系岩瀬川）     | 1927年3月     | 1933年出力変更 1966年11月廃止                    |
| 野尻     | 水力 | 980          | 西諸県郡野尻村（現・小林市） （河川名：大淀川水系岩瀬川）     | 1928年11月    | 現・九電野尻発電所                               |
| 麓       | 水力 | 42           | 西諸県郡野尻村（現・小林市） （河川名：大淀川水系大王川）     | （1921年3月） | 前所有者：野尻水力電気 1937年廃止                |
| 高原     | 水力 | 90 →240      | 西諸県郡高原村（現・高原町） （河川名：大淀川水系辻堂川）     | 1913年11月    | 1924年9月出力変更 1972年11月廃止                 |
| 岩井谷川 | 水力 | 120 →78      | 児湯郡上穂北村（現・西都市） （河川名：一ツ瀬川水系岩井谷川） | （1914年7月） | 前所有者：穂北電気 1922年出力変更 1934年10月廃止 |

上記発電所のうち、廃止された発電所を除き九州水力電気から九州配電へ継承され、さらに1951年（昭和26年）以降は九州電力（九電）に引き継がれている。